# Microrregión de Cornélio Procópio
La microrregión de Cornélio Procópio es una de las microrregiones del estado brasileño del Paraná perteneciente a la Mesorregión del Norte Pionero Paranaense. Su población fue estimada en 2006 por el IBGE en 179.933 habitantes y está dividida en catorce municipios. Posee un área total de 4.536,539 km².

## Municipios
- Abatiá
- Andirá
- Bandeirantes
- Congonhinhas
- Cornélio Procópio
- Itambaracá
- Leópolis
- Nova América da Colina
- Nova Fátima
- Ribeirão do Pinhal
- Santa Amélia
- Santa Mariana
- Santo Antônio do Paraíso
- Sertaneja

- Datos: Q2002952